# Soplones
|  |

El aguafuerte Soplones es un grabado de la serie Los Caprichos del pintor español Francisco de Goya. Está numerado con el número 48 en la serie de 80 estampas. Se publicó en 1799.

## Interpretaciones de la estampa
Existen varios manuscritos contemporáneos que explican las láminas de los Caprichos. El que se encuentra en el Museo del Prado se tiene como autógrafo de Goya, pero parece más bien despistar y buscar un significado moralizante que encubra significados más arriesgados para el autor. Otros dos, el que perteneció a Ayala y el que se encuentra en la Biblioteca Nacional, realzan la parte más escabrosa de las láminas.
- Explicación de esta estampa del manuscrito del Museo del Prado: Los Brujos soplones son los más fastidiosos de toda la Brujería y los menos inteligentes en aquel arte. Si supieran algo no se meterían a soplones.[2]

- Manuscrito de Ayala: Confesión auricular, Los brujos soplones son los más fastidiosos de toda la brujería.[2]

- Manuscrito de la Biblioteca Nacional: La confesión auricular no sirve más que para llenar los oídos de los frailes de suciedades, obscenidades y porquerías.[2]